# Giovanni Villa
Giovanni Villa (Corte de' Cortesi con Cignone, 22 agosto 1862 – Roma, 25 dicembre 1930) è stato un avvocato e politico italiano.

## Biografia
Fu Avvocato generale dello Stato e più volte Ministro del Regno d'Italia nel Governo Orlando.